# Gustav Lind
Gustav Lind (* 1856 in Wien; † 1903 in Berlin) war ein Metallbildner. Er wirkte in Potsdam. 

## Leben und Werk
Zu seinen Arbeiten zählen:
- der Bogenschütze von Ernst Moritz Geyger im Schlosspark von Sanssouci[1][2]
- das Vaterländische Denkmal Albrecht der Bär von Arthur Schulz in Ballenstedt[3]
- das Bismarck-Standbild von Adolf Brütt in Ascheffel